# فتاة المصنع (فلم 2006)
فتاة المصنع (بالإنجليزية: Factory Girl) هو فيلم أمريكي عن السيرة الذاتية لعام 2006 من إخراج جورج هيكنلوبر وبطولة سينا ميلير،غاي بيرس. تم عرض الفيلم لأول مرة في لوس أنجلوس في 29 ديسمبر 2006.

## الإنتاج
كان من المتوقع أن تبلغ الميزانية فيلم 8 ملايين دولار، لكن انتهى بها الأمر إلى أقل من 7 ملايين دولار بسبب دعوى قضائية من قبل شركة سوني بيكتشرز.

## روابط خارجية
- مقالات تستعمل روابط فنية بلا صلة مع ويكي بيانات